# هجمة بانزاي

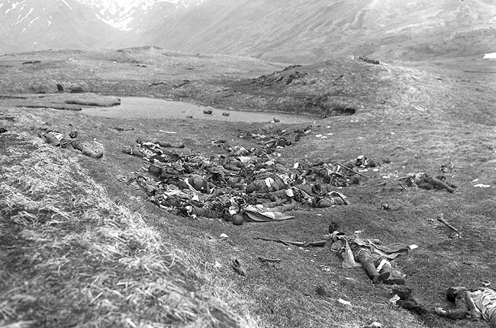
جنود يابانيون سقطوا قتلى خلال هجوم بانزاي ضد القوات الأمريكية في 29 مايو 1943 في جزيرة أتو.

هجمة بانزاي هو مصطلح استخدمته قوات الحلفاء لوصف هجمات الموجات البشرية اليابانية التي تنفذها وحدات المشاة. يعود أصل المصطلح إلى الصيحة اليابانية تينو هايكا بانزاي (天皇陛下万歳، فليحيا الإمبراطور)؛ واختُصرت إلى بانزاي، وهي تشير إلى تكتيك استخدمه الجنود اليابانيون خلال حرب المحيط الهادئ. كان لهجمات البنانزاي بعض النجاح في نهايات المعارك وذلك بالتغلب على جنود العدو غير المستعدين لهذا النوع من الهجمات.